# Yelü Dashi
Yelü Dashi (耶律大石 Yēlǜ Dàshí of 耶律達實 Yēlǜ Dáshí), of Yeh-Lü Ta-Shih (r. 1124-1144) was de stichter van de dynastie van de Westelijke Liao, ook bekend als het kanaat van de Kara-Kitan in Centraal-Azië.
Yelü was een lid van de Liao-dynastie, voortgekomen uit de Kitan-stammen die sinds de tiende eeuw delen van Binnen- en Buiten-Mongolië en Mantsjoerije beheersten. Deze werd in 1124 van de Drakentroon verdreven door de Jurchen, een Toengoesische stam uit Mantsjoerije. Yelü leidde daarop een groep van ongeveer 100.000 Kitan-volgelingen in westelijke richting naar Centraal-Azië en bereikte de Oeigoerse hoofdstad Beshbaliq in 1124. De Oeigoeren waren vazallen van de Liao geweest en onderwierpen zich aan Yelü. Deze begon daarop een leger te vormen uit zijn eigen Kitans aangevuld met Oeigoeren, Tibetanen, Karlukken en anderen. Weldra was hij de meester van een uitgestrekt rijk in Dzjoengarije. 
De betrekkingen met de Westelijke Xia en de boeddhistische bewoners van de stad Qara-hoja (Gaochang) waren goed, maar nadat hij door hen teruggedreven was veroverde Yelü de Karachaniden en nam hun gebieden in zijn rijk op. Ook Kasjgar, Hotan en Fergana werden geannexeerd in 1137. Hiermee stuitte hij op de grenzen van het Perzische Rijk en spoedig was hij in oorlog met de Seltsjoeken en veroverde Sogdië, Bactrië, Chorasmië en Samarkand (1141). Dit veroorzaakte het ineenstorten van het Seltsjoekenrijk dat ten onder ging in interne troebelen.
Yelü onderhield warme betrekkingen met de Nestoriaanse christenen en geruchten daarvan bereikten het westen. Daar namen zij de vorm aan van de Priester Johannes-mythe van een oosters vorst die het westen in zijn strijd met de islam te hulp zou komen en voorbestemd was de islam voorgoed te verslaan. Bisschop Otto van Freising was de eerste die dit verhaal op schrift stelde in 1145. 
Yelü stierf in 1144 als heer en meester van een groot deel van Centraal-Azië. De dynastie die hij stichtte zou standhouden tot de verovering door Dzjengis Khan in 1218.